# Egypt Station
Egypt Station è il diciottesimo album in studio del cantautore britannico Paul McCartney, pubblicato il 7 settembre 2018 dalla Capitol Records.
L'album è stato prodotto principalmente da Greg Kurstin, con l'ausilio di Ryan Tedder, ed è stato anticipato il 20 giugno dai singoli I Don't Know e Come On to Me.
Il titolo Egypt Station deriva da quello di un dipinto di McCartney del 1988, al quale la grafica di copertina si ispira.

## Il disco
(Paul McCartney, 2018)
Egypt Station, descritto dallo stesso McCartney come un concept album, contiene 16 tracce, includendo anche gli strumentali d'apertura e di chiusura intitolati Opening Station e Station II rispettivamente. I brani includono i singoli I Don't Know, Come On to Me e Fuh You; Happy with You, descritta come una "meditazione acustica sulla felicità odierna", People Want Peace, una sorta di "inno senza tempo che si adatterebbe praticamente a qualsiasi album di qualsiasi epoca di McCartney", e un "epico brano finale" intitolato Despite Repeated Warnings.
Altri titoli di canzoni furono rivelati dal produttore Greg Kurstin nel corso di un'intervista concessa a Rolling Stone: Confidante, Back in Brazil, e Hunt You Down/Naked/C-Links Down.

### Registrazione
Egypt Station venne inciso in studi di registrazione a Los Angeles, Londra, e nel Sussex. McCartney iniziò la lavorazione con il produttore Greg Kurstin qualche tempo dopo la pubblicazione nel 2013 dell'album New, e menzionò la loro collaborazione svariate volte prima di annunciare il 20 giugno 2018 la prossima uscita di Egypt Station.
Inoltre, McCartney registrò anche tre brani insieme a Ryan Tedder. Uno di questi, Fuh You, è stato incluso nell'album.

### Promozione
Il 10 giugno 2018, furono rimossi tutti i contenuti dalla pagina Instagram di McCartney. Quel giorno, tutte le pagine social dell'ex-Beatle iniziarono a postare criptiche foto di vari simboli e di Paul che suonava vari strumenti, creando speculazioni circa un imminente annuncio. Il titolo Egypt Station fu annunciato il 18 giugno 2018, giorno del settantaseiesimo compleanno di McCartney. Il giorno successivo, McCartney annunciò ufficialmente l'uscita del primo singolo estratto dall'album, il doppio lato A I Don't Know/Come On to Me. Le due canzoni furono diffuse il 20 giugno. Il giorno stesso, il sito internet ufficiale di Paul McCartney annunciò la prossima pubblicazione di Egypt Station, suo nuovo album in studio a cinque anni dal precedente New.
Dopo anni di corteggiamento, McCartney accettò di prendere parte al segmento "Carpool Karaoke" all'interno del programma The Late Late Show with James Corden. L'evento si svolse a Liverpool il 9 giugno 2018. Nel segmento, McCartney eseguì un piccolo concerto a sorpresa in un pub della città (il Philharmonic Dining Rooms), dove suonò per la prima volta in pubblico Come On to Me. Il programma andò in onda nella settimana del 17 giugno in contemporanea con l'uscita del primo singolo estratto da Egypt Station. Una versione estesa del segmento, intitolata When Corden Met McCartney (Live from Liverpool), venne trasmessa dalla CBS il 20 agosto 2018.
Il 3 luglio, fu annunciato il "Freshen Up Tour" attraverso il sito web ufficiale di McCartney. Il tour partirà il 17 settembre da Québec, in Canada.
Il 19 luglio, McCartney postò un'immagine su Instagram chiedendo ai fan: «Why do you think you should attend a secret event in London with Paul next week?» ("Perché pensi che dovresti partecipare ad un evento segreto a Londra con Paul la prossima settimana?"). Ai fan venne richiesto di "postare un breve video utilizzando l'hashtag #UnderTheStaircase". I vincitori del contest furono invitati ad assistere a un concerto segreto presso gli Abbey Road Studios insieme a un ristretto numero di celebrità. La scaletta del concerto incluse quattro canzoni tratte dal nuovo album in uscita (Come On to Me, Confidante, Fuh You e Who Cares). Qualche giorno dopo nel corso della stessa settimana, McCartney fece un concerto sorpresa al Cavern Club di Liverpool.
Il 25 luglio, McCartney presenziò al convegno intitolato "Casual Conversation" presso il Liverpool Institute for Performing Arts (LIPA). Con Jarvis Cocker nelle vesti di moderatore, l'evento fu trasmesso dal vivo su Facebook e Paul rispose alle domande degli studenti e a quelle degli spettatori online.
Il 15 agosto, McCartney pubblicò Fuh You come secondo singolo promozionale estratto dal disco in uscita.
Il 3 settembre, il canale YouTube di McCartney diffuse una serie di video intitolata Egypt Station - Words Between the Tracks. I vari video contengono brevi descrizioni da parte di Paul di ogni traccia presente sull'album.
Il 7 settembre, per celebrare il lancio dell'album, McCartney suonò in un concerto segreto alla Grand Central Station di New York, che venne trasmesso integralmente su YouTube.

## Tracce
1. Opening Station – 0:42
2. I Don't Know – 4:27
3. Come On to Me – 4:11
4. Happy With You – 3:34
5. Who Cares – 3:13
6. Fuh You – 3:23
7. Confidante – 3:04
8. People Want Peace – 2:59
9. Hand In Hand – 2:35
10. Dominoes – 5:02
11. Back In Brazil – 3:21
12. Do It Now – 3:17
13. Caesar Rock – 3:29
14. Despite Repeated Warnings – 6:58
15. Station II – 0:47
16. Hunt You Down/Naked/C-Links – 6:23

## Accoglienza
| Recensione     | Giudizio |
| -------------- | -------- |
| AllMusic       | [ 14 ]   |
| Rolling Stone  | [ 15 ]   |
| NME            | [ 16 ]   |
| The Guardian   | [ 17 ]   |
| Slant Magazine | [ 18 ]   |
| Ondarock       | [ 19 ]   |

Egypt Station è stato generalmente ben accolto dalla critica musicale. Sull'aggregatore di recensioni Metacritic, l'album ha un punteggio di 74 su 100, giudizio tratto da 23 recensioni da parte di critici del settore.
Recensendo l'album sul sito AllMusic, Stephen Thomas Erlewine opinò che "tutte le canzoni più lente sono piene di immagini inquietanti di oscurità strisciante ai bordi, mentre McCartney fa rivivere la carnalità che segnò la canzone Press del 1986 - non solo nella diretta Fuh You, ma anche in Come On to Me, una traccia decisamente superiore. Tali colpi di scena sono i benvenuti, ma ciò che più soddisfa di Egypt Station è ciò che più soddisfa in un disco di McCartney: le melodie e l'immaginazione che sono così rampanti, da sembrare create senza sforzo." Dan Stubbs di NME assegnò al disco 4 stellette su 5, scrivendo: "McCartney è sempre stato espansivo, ma quest'ultimo sguardo alla sua vita sembra particolarmente illuminante." Recensendo l'album per il The Guardian, Kitty Empire diede al disco 4 stellette su 5. Nella recensione scrisse che "le canzoni più belle qui atterrano immediatamente e ronzano con urgenza in testa."
Rob Sheffield assegnò 4 stellette al disco su Rolling Stone, scrivendo "provate a stilare una lista di tutti i compositori che scrivevano grandi canzoni nel 1958. Ora scrivetene una di quelli che ancora oggi scrivono grandi pezzi nel 2018. Troverete un nome solo: Paul McCartney." Chris Willman di Variety dichiarò: "anche se non si tratta del disco di McCartney più coerente, è accattivante vedere con quale entusiasmo si sforza, a 76 anni, di evitare di fare solo una cosa quando può farne una dozzina. Cazzo, lui è Macca." Per Gianfranco Marmoro di Ondarock: "È un McCartney indisciplinato, il protagonista di questo nuovo album, a volte perfino avventato e caciarone, al punto da compiere qualche pasticcio, come la bossa nova in salsa lounge di Back in Brasil, che nonostante tutto strappa un sorriso di compiacimento, o l'improbabile rock-soul di Caesar Rock [...] Difficile chiedere di più a un musicista che ha superato da tempo la settantina, come è difficile chiedere uno sforzo ai detrattori del buon Macca, esortandoli comunque a farsi un giro dalle parti di Egypt Station: hai visto mai."

## Successo commerciale
Egypt Station ha debuttato in vetta alla Billboard 200, vendendo 153 000 copie (di cui 147.000 fisiche) durante la sua prima settimana negli Stati Uniti d'America. È il primo album di McCartney al numero uno in Nord America dai tempi di Tug of War nel 1982, così come il suo primo lavoro a debuttare in vetta alla classifica statunitense. Nel Regno Unito ha invece esordito al terzo posto della Official Albums Chart, ma è comunque risultato il disco con il maggior numero di vendite fisiche in quella settimana.

## Classifiche
| Classifica (2018)      | Posizione massima |
| ---------------------- | ----------------- |
| Australia              | 4                 |
| Austria                | 2                 |
| Belgio (Fiandre)       | 2                 |
| Belgio (Vallonia)      | 3                 |
| Canada                 | 3                 |
| Danimarca              | 7                 |
| Finlandia              | 45                |
| Francia                | 4                 |
| Germania               | 1                 |
| Giappone               | 6                 |
| Irlanda                | 7                 |
| Italia                 | 5                 |
| Norvegia               | 3                 |
| Nuova Zelanda          | 30                |
| Paesi Bassi            | 2                 |
| Polonia                | 15                |
| Portogallo             | 8                 |
| Regno Unito            | 3                 |
| Regno Unito (physical) | 1                 |
| Repubblica Ceca        | 3                 |
| Scozia                 | 1                 |
| Spagna                 | 2                 |
| Stati Uniti            | 1                 |
| Svezia                 | 4                 |
| Svizzera               | 5                 |
| Ungheria               | 22                |